# Tiempo retardado
En electromagnetismo, las ondas electromagnéticas en el vacío viajan a la velocidad de la luz c, de acuerdo con las ecuaciones de Maxwell. El tiempo retardado es el tiempo en el que el campo electromagnético tarda en propagarse desde un punto en una distribución de carga hasta un observador. El término retardado se usa en este contexto (y en la literatura) en el sentido de un retraso de propagación.

## Tiempos retardados y avanzados

Vectores de posición r y r′ utilizados en el cálculo

El cálculo del tiempo retardado tr no es otra cosa que un cálculo simple de velocidad, distancia y tiempo para un campo electromagnético.
Si el campo electromagnético es radiado en la posición r' (dentro de la distribución de carga fuente), y un observador en la posición r mide el campo al tiempo t, el retraso en el tiempo para que el campo viaje desde la distribución de carga hasta el observador es |r − r'|/c. Entonces, sustrayendo este retraso del tiempo del observador t se obtiene el tiempo en el que el campo comenzó de forma efectiva a propagarse, es decir, el tiempo retardado.
{\displaystyle t_{r}=t-{\frac {|\mathbf {r} -\mathbf {r} '|}{c}},}
lo cual se puede arreglar como
{\displaystyle c={\frac {|\mathbf {r} -\mathbf {r} '|}{t-t_{r}}},}
lo que muestra cómo las posiciones y los tiempos corresponden a la fuente y al observador.
Otro concepto relacionado es el tiempo adelantado ta, que adquiere la forma matemática de arriba:
{\displaystyle t_{a}=t+{\frac {|\mathbf {r} -\mathbf {r} '|}{c}}}
Este tiempo es llamado así debido a que este es el tiempo en el que el campo avanzará desde el tiempo actual t. Los potenciales retardados y adelantados corresponden a los tiempos retardados y adelantados.

## Aplicación
Quizás sorprendentemente, los campos electromagnéticos y las fuerzas que actúan sobre las cargas dependen de su historia y no de su separación mutua. El cálculo de los campos electromagnéticos en el momento actual incluye integrales de densidades de carga ρ(r',tr) y de densidades de corriente J(r',tr), usando los tiempos retardados y las posiciones de las fuentes. La cantidad es importante en la electrodinámica, la teoría de la radiación electromagnética y en la teoría del absorbedor de Wheeler-Feynman, puesto que la historia de la distribución de carga afecta a los campos en tiempos posteriores.